# سری (خواننده)
سری (به انگلیسی: Serri) (زاده ۱۶ سپتامبر ۱۹۹۰) خواننده، ترانه‌سرا، بازیگر کره‌ای است.
گروه دال شابت در اوایل سال ۲۰۱۷ به دلیل عدم پرداخت مالیات از فعالیت بازماند.